# Југослав Бошњак
Југослав Бошњак био је композитор и  музички продуцент Симфонијског оркестра и Хора РТСа.

## Живот и стваралаштво
Рођен је 1954. године. Композицију је магистрирао на ФМУ у Београду у класи коју је водио Рајко Максимовић.
Бавио се композицијом и продукцијом 34 године, а његова дела изводила су се на различитим  културним манифестацијама. Стварао је за солистичку и камерну музику, а објавио је и ауторски ЦД у издању ПГП РТСа.
Његово последње дело за живота, композиција „Ураган” стварана као фантазија за два клавира, настаје 2018. а Југослав Бошњак је преминуо исте године.

## Дела
- Симфонијска поема за виолину и оркестар
- Тибетанска књига-фантазија за велики оркестар
- Увертира 1453
- Балет  Kраљева јесен БЕМУС -1993.
- Откривење Светог Јована – за соло трубу и мешовити хор
- Три песме  за тромбон и оркестар
- Kонцерт за клавир и гудачки оркестар БЕМУС -1999
- Музика тишине за гитару и гудачки оркестар
- Свемир  за симфонијски оркестар
- Орион Небула  за оркестар
- Између светла и таме - за флауту и оркестар
- Велики прасак  за симфонијски оркестар
- Оркестарска и хорска космогонија Југослава Бошњака - ЦД издање

## Солистичка и камерна дела
- Трио варијације за кларинет клавир и виолину
- Судба  за сопран и гудачки квартет
- Маска сећања - за гудачки оркестар
- Сећање  за чембало
- Фантазија  за флауту соло
- Акварел за два клавира вибрафон и тимпане